# Saurauia miniata
Saurauia miniata är en tvåhjärtbladig växtart som beskrevs av Chou Fen g Liang och Y.S. Wang. Saurauia miniata ingår i släktet Saurauia och familjen Actinidiaceae. Inga underarter finns listade i Catalogue of Life.